# 395. strelska divizija (ZSSR)
395. strelska divizija (izvirno rusko 395. стрелковая дивизия; kratica 395. SD) je bila strelska divizija Rdeče armade v času druge svetovne vojne.

## Zgodovina
Divizija je bila ustanovljena septembra 1941 v Vorošilovgradu.